# Breel Embolo
Breel Donald Embolo (Yaundé, Camerún, 14 de febrero de 1997) es un futbolista suizo de origen camerunés que juega como delantero en la A. S. Monaco de la Ligue 1 de Francia.

## Trayectoria
Debutó con el primer equipo del Fútbol Club Basilea el 13 de marzo de 2014, con diecisiete años, al ingresar en el minuto 90 ante Red Bull Salzburgo por la Liga Europa, un partido terminado con empate a cero. En su siguiente partido, el 16 de marzo, por la Superliga suiza, ingresó al minuto 85 y anotó su primer gol como profesional para cerrar la victoria de 5 a 0 ante F. C. Aarau.
El 26 de junio de 2016 fue fichado por F. C. Schalke 04 alemán por cinco temporadas.
El 28 de junio de 2019 el Borussia Mönchengladbach hizo oficial su fichaje hasta 2023 a cambio de diez millones de euros más variables.
Después de seis años en el fútbol alemán, en julio de 2022 fue traspasado a la A. S. Monaco F. C., equipo con el que firmó por cuatro temporadas.

## Selección nacional
Fue convocado por el técnico Vladimir Petković a la selección de Suiza para jugar un partido amistoso en marzo, ya que recién en esa fecha FIFA le confirmó a la Asociación Suiza de Fútbol que Embolo podía ser seleccionado.
Debutó con la selección suiza el 31 de marzo de 2015 ante Estados Unidos, ingresó en el minuto 56 por Josip Drmić y empataron 1 a 1.
El 4 de junio de 2018 el seleccionador Vladimir Petković lo incluyó en la lista de veintitrés para la Copa Mundial de 2018. Cuatro años después volvió a acudir a la cita mundialista y, en el primer partido de la fase de grupos, marcó el único gol del triunfo suizo ante la selección de Camerún, la de su país de nacimiento. El jugador no celebró el gol, debido a una promesa que hizo de no festejar si anotaba un gol a Camerún.

#### Participaciones en fases finales
| Competición                    | Sede     | Resultado        | Partidos | Goles |
| ------------------------------ | -------- | ---------------- | -------- | ----- |
| Eurocopa 2016                  | Francia  | Octavos de final | 4        | 0     |
| Copa Mundial de Fútbol de 2018 | Rusia    | Octavos de final | 4        | 0     |
| Eurocopa 2020                  | Europa   | Cuartos de final | 5        | 1     |
| Copa Mundial de Fútbol de 2022 | Catar    | Octavos de final | 4        | 2     |
| Eurocopa 2024                  | Alemania | Cuartos de final | 5        | 2     |

### Detalles de partidos
| Con Suiza | Con Suiza            | Con Suiza | Con Suiza               | Con Suiza                 | Con Suiza                           | Con Suiza  | Con Suiza             | Con Suiza            | Con Suiza |
| N.º       | Rival                | Resultado | Fecha                   | Lugar                     | Competencia                         | Goles      | Asistencias           | Cambio               | Ref.      |
| --------- | -------------------- | --------- | ----------------------- | ------------------------- | ----------------------------------- | ---------- | --------------------- | -------------------- | --------- |
| 1         | Estados Unidos       | 1:1 (0:1) | 31 de marzo de 2015     | Zúrich · Suiza            | Amistoso                            | -          | -                     | 56' por J. Drmić     | 1         |
| 2         | Liechtenstein        | 3:0 (1:0) | 10 de junio de 2015     | Thun · Suiza              | Amistoso                            | -          | -                     | 63' por X. Shaqiri   | 2         |
| 3         | Lituania             | 1:2 (0:0) | 14 de junio de 2015     | Vilna · Lituania          | Clasificación para la Eurocopa 2016 | -          | 84' a Xherdan Shaqiri | 81' por J. Drmić     | 3         |
| 4         | Eslovenia            | 3:2 (0:1) | 5 de septiembre de 2015 | Basilea · Suiza           | Clasificación para la Eurocopa 2016 | -          | 80' a Josip Drmić     | 57' por A. Mehmedi   | 4         |
| 5         | Inglaterra           | 2:0 (0:0) | 8 de septiembre de 2015 | Londres Inglaterra        | Clasificación para la Eurocopa 2016 | -          | -                     | 63' por J. Drmić     | 5         |
| 6         | San Marino           | 7:0 (1:0) | 9 de octubre de 2015    | San Galo · Suiza          | Clasificación para la Eurocopa 2016 | 80' (pen.) | 17' a Michel Lang     | -                    | 6         |
| 7         | Estonia              | 0:1 (0:0) | 12 de octubre de 2015   | Tallin Estonia            | Clasificación para la Eurocopa 2016 | -          | 90+4' a Ragnar Klavan | 46' por X. Shaqiri   | 7         |
| 8         | Irlanda              | 1:0 (1:0) | 25 de marzo de 2016     | Dublín Irlanda            | Amistoso                            | -          | -                     | -                    | 8         |
| 9         | Bosnia y Herzegovina | 2:0 (1:0) | 29 de marzo de 2016     | Zúrich · Suiza            | Amistoso                            | -          | -                     | 46' por G. Fernandes | 9         |
| 10        | Moldavia             | 2:1 (1:0) | 3 de junio de 2016      | Lugano · Suiza            | Amistoso                            | -          | -                     | 63' por S. Tarashaj  | 10        |
| 11        | Albania              | 0:1 (0:1) | 11 de junio de 2016     | Lens Francia              | Fase de grupos Eurocopa 2016        | -          | -                     | 62' por A. Mehmedi   | 11        |
| 12        | Rumania              | 1:1 (1:0) | 15 de junio de 2016     | París Francia             | Fase de grupos Eurocopa 2016        | -          | -                     | 64' por H. Seferović | 12        |
| 13        | Francia              | 0:0       | 19 de junio de 2016     | Villeneuve-d'Ascq Francia | Fase de grupos Eurocopa 2016        | -          | -                     | 74' por H. Seferović | 13        |
| 14        | Polonia              | 1:1 (0:1) | 25 de junio de 2016     | Saint-Étienne Francia     | Octavos de final Eurocopa 2016      | -          | -                     | 58' por B. Džemaili  | 14        |

## Estadísticas

### Clubes
Actualizado al 10 de mayo de 2025.
| Club | Div.          | Temporada     | Liga  | Liga  | Liga   | Copas nacionales(1) | Copas nacionales(1) | Copas nacionales(1) | Torneos internacionales(2) | Torneos internacionales(2) | Torneos internacionales(2) | Total | Total | Total  |
| Club | Div.          | Temporada     | Part. | Goles | Asist. | Part.               | Goles               | Asist.              | Part.                      | Goles                      | Asist.                     | Part. | Goles | Asist. |
| --- | ------------- | ------------- | ----- | ----- | ------ | ------------------- | ------------------- | ------------------- | -------------------------- | -------------------------- | -------------------------- | ----- | ----- | ------ |
| F. C. Basilea · Suiza | 1.ª           | 2013-14       | 7     | 1     | 0      | 0                   | 0                   | 0                   | 4                          | 0                          | 0                          | 11    | 1     | 0      |
| F. C. Basilea · Suiza | 1.ª           | 2014-15       | 27    | 10    | 7      | 5                   | 6                   | 5                   | 8                          | 1                          | 1                          | 40    | 17    | 13     |
| F. C. Basilea · Suiza | 1.ª           | 2015-16       | 27    | 10    | 7      | 1                   | 0                   | 0                   | 12                         | 3                          | 2                          | 40    | 13    | 9      |
| F. C. Basilea · Suiza | Total club    | Total club    | 61    | 21    | 14     | 6                   | 6                   | 5                   | 24                         | 4                          | 3                          | 91    | 31    | 22     |
| F. C. Schalke 04 · Alemania | 1.ª           | 2016-17       | 7     | 2     | 1      | 1                   | 1                   | 0                   | 2                          | 0                          | 1                          | 10    | 3     | 2      |
| F. C. Schalke 04 · Alemania | 1.ª           | 2017-18       | 21    | 3     | 3      | 2                   | 0                   | 0                   | ―                          | ―                          | ―                          | 23    | 3     | 3      |
| F. C. Schalke 04 · Alemania | 1.ª           | 2018-19       | 20    | 5     | 1      | 3                   | 0                   | 0                   | 5                          | 1                          | 0                          | 28    | 6     | 1      |
| F. C. Schalke 04 · Alemania | Total club    | Total club    | 48    | 10    | 5      | 6                   | 1                   | 0                   | 7                          | 1                          | 1                          | 61    | 12    | 6      |
| Borussia Mönchengladbach · Alemania | 1.ª           | 2019-20       | 28    | 8     | 5      | 1                   | 0                   | 0                   | 5                          | 0                          | 0                          | 34    | 8     | 5      |
| Borussia Mönchengladbach · Alemania | 1.ª           | 2020-21       | 31    | 5     | 2      | 3                   | 0                   | 0                   | 7                          | 1                          | 0                          | 41    | 6     | 2      |
| Borussia Mönchengladbach · Alemania | 1.ª           | 2021-22       | 29    | 9     | 3      | 2                   | 2                   | 1                   | ―                          | ―                          | ―                          | 31    | 11    | 4      |
| Borussia Mönchengladbach · Alemania | Total club    | Total club    | 88    | 22    | 10     | 6                   | 2                   | 1                   | 12                         | 1                          | 0                          | 106   | 25    | 11     |
| A. S. Monaco F. C. Francia | 1.ª           | 2022-23       | 32    | 12    | 2      | 0                   | 0                   | 0                   | 10                         | 2                          | 2                          | 42    | 14    | 4      |
| A. S. Monaco F. C. Francia | 1.ª           | 2023-24       | 5     | 1     | 0      | 0                   | 0                   | 0                   | ―                          | ―                          | ―                          | 5     | 1     | 0      |
| A. S. Monaco F. C. Francia | 1.ª           | 2024-25       | 29    | 6     | 3      | 3                   | 0                   | 1                   | 10                         | 1                          | 3                          | 42    | 7     | 7      |
| A. S. Monaco F. C. Francia | Total club    | Total club    | 66    | 19    | 5      | 3                   | 0                   | 1                   | 20                         | 3                          | 5                          | 89    | 22    | 11     |
| Total carrera | Total carrera | Total carrera | 263   | 72    | 34     | 21                  | 9                   | 7                   | 63                         | 9                          | 9                          | 347   | 90    | 50     |
| (1)Incluidos los datos de la Copa Suiza (2014-15, 2015-16), Copa de Alemania, Copa de Francia y Supercopa de Francia. (2)Incluidos los datos de la Liga Europa de la UEFA (2013-14, 2015-16, 2016-17) y la Liga de Campeones de la UEFA (2014-15, 2015-16, 2016-17). |               |               |       |       |        |                     |                     |                     |                            |                            |                            |       |       |        |

## Palmarés

### Títulos nacionales
| Título             | Club          | País  | Año  |
| ------------------ | ------------- | ----- | ---- |
| Superliga de Suiza | F. C. Basilea | Suiza | 2014 |
| Superliga de Suiza | F. C. Basilea | Suiza | 2015 |
| Superliga de Suiza | F. C. Basilea | Suiza | 2016 |

### Distinciones individuales
| Distinción                                                                         | Año  |
| ---------------------------------------------------------------------------------- | ---- |
| Mejor jugador joven de la temporada en Basel (sub-16)                              | 2013 |
| Parte de los 50 mejores futbolistas sub-18 del mundo según medio Goal.com          | 2014 |
| Parte de los 50 mejores futbolistas sub-18 del mundo según medio Goal.com          | 2016 |
| Parte de los 50 mejores futbolistas sub-20 del mundo según medio La Gazzetta       | 2016 |
| Parte de los 59 mejores futbolistas sub-21 del mundo (#27) según medio FourFourTwo | 2016 |